# 15318 Innsbruck
15318 Innsbruck este un asteroid din centura principală de asteroizi.

## Descriere
15318 Innsbruck este un asteroid din centura principală de asteroizi. A fost descoperit pe 24 mai 1993 la Observatorul Palomar de Carolyn S. Shoemaker. Asteroidul prezintă o orbită caracterizată de o semiaxă mare de 2,34 ua, o excentricitate de 0,20 și o înclinație de 25,6° în raport cu ecliptica.